# Lista de consortes reais da Suécia
Consorte real é o cônjuge do monarca reinante. Consortes dos monarcas da Suécia não tem nenhum status constitucional ou poder, porém muitas tiveram grande influência sobre seus parceiros.

## Casa de Munsö
| Nome                                      | Nascimento                                                   | Monarca                          | Morte           |
| ----------------------------------------- | ------------------------------------------------------------ | -------------------------------- | --------------- |
| Sigride, a Orgulhosa c. 970 – c. 990      | c. 968 filha de Skagul Toste                                 | Érico VI 1 filho                 | c. 1014 46 anos |
| Aud Haakonsdottir de Lade c. 990 – c. 995 | Desconhecido filha de Haakon Sigurdsson da Noruega           | Érico VI c. 990 sem filhos       | Desconhecida    |
| Astrid dos Obotritas c. 1000 – c. 1022    | c. 979 pais desconhecidos                                    | Olavo da Suécia c. 1000 2 filhos | c. 1035 55 anos |
| Grunhilda Haraldsdóttir c. 1022 – 1050    | Desconhecido filha de Sueno Hákonarson e Holmfrida da Suécia | Amundo Jacó da Suécia sem filhos | c. 1060         |
| Astrid Njalsdotter 1050 – 1060            | Desconhecido filha de Nial Finnsson                          | Emundo, o Velho c. 1040 3 filhos | Desconhecida    |

## Casa de Estenquilo
| Nome                             | Nascimento                                                | Monarca                     | Morte           |
| -------------------------------- | --------------------------------------------------------- | --------------------------- | --------------- |
| Ingamoder da Suécia 1060 – 1066  | c. 1043 filha de Emundo, o Velho e Astride Filha de Njals | Estenquilo c. 1058 4 filhos | c. 1090 47 anos |
| Helena 1079 – 1084               | Desconhecido filha de Sigtorn ou Ingvar                   | Ingo I 4 filhos             | Desconhecida    |
| Blotstulka 1084 – 1087           | Desconhecido pais desconhecidos                           | Sueno sem filhos            | Desconhecida    |
| Helena 1087 – 1105               | Desconhecido filha de Sigtorn ou Ingvar                   | Ingo I 4 filhos             | Desconhecida    |
| Ingegerda da Noruega 1105 – 1118 | c. 1046 filha de Haroldo III da Noruega e Elisa de Kiev   | Filipe 1095/1096 sem filhos | c. 1120 74 anos |
| Ragnilda de Tälje 1110 – c. 1117 | Desconhecido pais desconhecidos                           | Ingo II sem filhos          | c. 1117         |
| Ulvilda da Suécia c. 1117 – 1125 | c. 1095 filha de Haakon Finnsson                          | Ingo II c. 1117 sem filhos  | 1148 53 anos    |

## Casa de Estridsen
| Nome                            | Nascimento                                                                      | Monarca                 | Morte        |
| ------------------------------- | ------------------------------------------------------------------------------- | ----------------------- | ------------ |
| Riquilda da Polônia 1127 – 1130 | 12 de abril de 1116 filha de Boleslau III, Príncipe da Polônia e Salomé de Berg | Magno I 1127 sem filhos | Desconhecida |

## Casas de Suérquero e Érico
| Nome                                              | Nascimento                                                                      | Monarca                   | Morte        |
| ------------------------------------------------- | ------------------------------------------------------------------------------- | ------------------------- | ------------ |
| Uluilda da Suécia 1134 – 1148                     | c. 1095 filha de Haakon Finnsson                                                | Suérquero I 1134 4 filhos | 1148 53 anos |
| Riquilda da Polônia 1148 – 25 de dezembro de 1156 | 12 de abril de 1116 filha de Boleslau III, Príncipe da Polônia e Salomé de Berg | Suérquero I 1148 1 filho  | Desconhecida |

## Casa de Estridsen
| Nome                           | Nascimento                             | Monarca             | Morte           |
| ------------------------------ | -------------------------------------- | ------------------- | --------------- |
| Brígida da Noruega 1160 – 1161 | c. 1131 filha de Haroldo IV da Noruega | Magno II sem filhos | c. 1208 77 anos |

## Casas de Suérquero e Érico
| Nome                                                        | Retrato | Nascimento                                                     | Monarca                          | Morte                         |
| ----------------------------------------------------------- | ------- | -------------------------------------------------------------- | -------------------------------- | ----------------------------- |
| Cristina de Hvide 1063/1064 – 12 de abril de 1167           |         | c. 1145 filha de Stig Tokesen e Margarida da Dinamarca         | Carlos VII 1063/1064 1 filho     | c. 1200 55 anos               |
| Cecília da Suécia 12 de abril de 1167 – c. 1190             |         | c. 1145 filha de João da Suécia                                | Canuto I c. 1185 5 filhos        | c. 1193 48 anos               |
| Benedita da Suécia 1196 – c. 1199/1200                      |         | c. 1165/1170 filha de Ebbe Sunesson Hvide                      | Suérquero II c. 1190 4 filhos    | c. 1199/1200 29–35 anos       |
| Ingegerda de Bjelbo 1200 – 31 de janeiro de 1208            |         | c. 1180 filha de Birger, o Sorridente e Brigite da Noruega     | Suérquero II 1200 1 filho        | c. 1230 50 anos               |
| Riquilda de Dinamarca 1210 – 10 de abril de 1216            |         | c. 1190/1191 filha de Valdemar I da Dinamarca e Sofia de Minsk | Érico X 1210 5 filhos            | 8 de maio de 1220 29–30 anos  |
| Helena Pedersdatter 28 ou 29 de novembro de 1229 – 1234     |         | 1200 filha de Peder Strangesson e Ingeborg Esbernsdatter       | Canuto II 1225 2 filhos          | c. 1255 55 anos               |
| Catarina Sunnesdotter c. 1243/1244 – 2 de fevereiro de 1250 |         | 1215 filha de Sune Folkason e Helena da Suécia                 | Érico XI c. 1243/1244 sem filhos | 17 de janeiro de 1251 36 anos |

## Casa de Bjälbo
| Nome                                                                | Retrato | Nascimento                                                                                  | Monarca                                    | Morte                          |
| ------------------------------------------------------------------- | ------- | ------------------------------------------------------------------------------------------- | ------------------------------------------ | ------------------------------ |
| Sofia da Dinamarca 1260 – 22 de julho de 1275                       |         | 1241 filha de Érico IV da Dinamarca e Judite da Saxônia                                     | Valdemar 1260 6 filhos                     | 1286 45 anos                   |
| Edviges da Holsácia 11 de novembro de 1276 – 18 de dezembro de 1290 |         | c. 1260 filha de Geraldo I, Conde de Holstein-Itzehoe e Isabel de Mecklemburgo              | Magno III 11 de novembro de 1276 5 filhos  | c. 1325 65 anos                |
| Marta da Dinamarca novembro de 1298 – março ou abril de 1318        |         | 1277 filha de Érico V da Dinamarca e Inês de Brandemburgo                                   | Birger novembro de 1298 4 filhos           | 2 de março de 1341 64 anos     |
| Branca de Namur outubro/novembro de 1335 – 1363                     |         | 1320 filha de João I, Marquês de Namur e Maria de Artois                                    | Magno IV outubro/novembro de 1335 2 filhos | 1363 43 anos                   |
| Beatriz da Baviera 17 de outubro de 1356 – 20 de junho de 1359      |         | 1344 filha de Luís IV do Sacro Império Romano-Germânico e Margarida II, Condessa de Hainaut | Érico XII 17 de outubro de 1356 sem filhos | 25 de dezembro de 1359 15 anos |
| Margarida da Dinamarca 9 de abril de 1363 – 15 de fevereiro de 1364 |         | março de 1353 filha de Valdemar IV da Dinamarca e Edviges de Schleswig                      | Haakon II 9 de abril de 1363 1 filho       | 28 de outubro de 1412 59 anos  |

## Casa de Mecklemburgo
| Nome                                                       | Retrato | Nascimento                                                                | Monarca               | Morte                                   |
| ---------------------------------------------------------- | ------- | ------------------------------------------------------------------------- | --------------------- | --------------------------------------- |
| Ricarda de Schwerin 1365 – 23 de abril/11 de julho de 1377 |         | c. 1347 filha de Oto I, Conde de Schwerin e Matilde de Mecklemburgo-Werle | Alberto 1365 2 filhos | 23 de abril/11 de julho de 1377 30 anos |

## Casa da Pomerânia
| Nome                                                              | Retrato | Nascimento                                                             | Monarca                                     | Morte                        |
| ----------------------------------------------------------------- | ------- | ---------------------------------------------------------------------- | ------------------------------------------- | ---------------------------- |
| Filipa da Inglaterra 26 de outubro de 1406 – 7 de janeiro de 1430 |         | 4 de junho de 1394 filha de Henrique IV de Inglaterra e Maria de Bohun | Érico XIII 26 de outubro de 1406 sem filhos | 7 de janeiro de 1430 35 anos |

## Casa de Palatinado-Neumarkt
| Nome                                                                   | Retrato | Nascimento                                                                                | Monarca                                     | Morte                          |
| ---------------------------------------------------------------------- | ------- | ----------------------------------------------------------------------------------------- | ------------------------------------------- | ------------------------------ |
| Doroteia de Brandemburgo 12 de setembro de 1445 – 6 de janeiro de 1448 |         | c. 1430/1431 filha de João, Marquês de Brandemburgo-Kulmbach e Bárbara de Saxe-Wittenberg | Cristóvão 12 de setembro de 1445 sem filhos | 10 de novembro de 1495 65 anos |

## Casa de Bonde
| Nome                                                           | Nascimento                           | Monarca                                   | Morte                 |
| -------------------------------------------------------------- | ------------------------------------ | ----------------------------------------- | --------------------- |
| Catarina de Bjurum 20 de junho de 1448 – 7 de setembro de 1450 | Desconhecido filha de Carlos Ormsson | Carlos VIII 5 de outubro de 1538 4 filhas | 7 de setembro de 1450 |

## Casa de Oldemburgo
| Nome                                                               | Retrato | Nascimento                                                                                | Monarca                                      | Morte                          |
| ------------------------------------------------------------------ | ------- | ----------------------------------------------------------------------------------------- | -------------------------------------------- | ------------------------------ |
| Doroteia de Brandemburgo 23 de junho de 1457 – 23 de junho de 1464 |         | c. 1430/1431 filha de João, Marquês de Brandemburgo-Kulmbach e Bárbara de Saxe-Wittenberg | Cristiano I 28 de outubro de 1449 sem filhos | 10 de novembro de 1495 65 anos |

## Casa de Bonde
| Nome                                              | Nascimento                     | Monarca                   | Morte        |
| ------------------------------------------------- | ------------------------------ | ------------------------- | ------------ |
| Cristina Abrahamsdotter 1470 – 15 de maio de 1470 | 1432 filha de Abraão Pedersson | Carlos VIII 1470 2 filhos | 1492 60 anos |

## Casa de Oldemburgo
| Nome                                                           | Retrato | Nascimento                                                                      | Monarca                                    | Morte                         |
| -------------------------------------------------------------- | ------- | ------------------------------------------------------------------------------- | ------------------------------------------ | ----------------------------- |
| Cristina da Saxônia 6 de outubro de 1497 – agosto de 1501      |         | 25 de dezembro de 1461 filha de Ernesto, Eleitor da Saxônia e Isabel da Baviera | João II 6 de setembro de 1478 3 filhos     | 8 de dezembro de 1521 59 anos |
| Isabel da Áustria 1 de novembro de 1520 – 23 de agosto de 1521 |         | 18 de julho de 1501 filha de Filipe I de Castela e Joana de Castela             | Cristiano II 12 de agosto de 1515 3 filhos | 19 de janeiro de 1526 24 anos |

## Casa de Vasa
| Nome                                                                        | Retrato | Nascimento                                                                                             | Monarca                                          | Morte                           |
| --------------------------------------------------------------------------- | ------- | --- | ------------------------------------------------ | ------------------------------- |
| Catarina de Saxe-Lauemburgo 24 de setembro de 1531 – 23 de setembro de 1535 |         | 24 de setembro de 1513 filha de Magno I, Duque de Saxe-Lauemburgo e Catarina de Brunsvique-Volfembutel | Gustavo I 24 de setembro de 1531 1 filho         | 23 de setembro de 1535 21 anos  |
| Margarida Leijonhufvud 1 de outubro de 1536 – 26 de agosto de 1551          |         | 1 de janeiro de 1516 filha de Érico Abrahamsson Leijonhufvud e Ebba Eriksdotter Vasa                   | Gustavo I 1 de outubro de 1536 8 filhos          | 26 de agosto de 1551 35 anos    |
| Catarina Stenbock 22 de agosto de 1552 – 29 de setembro de 1560             |         | 22 de julho de 1535 filha de Gustavo Olofsson Stenbock e Brita Eriksdotter Leijonhufvud                | Gustavo I 22 de agosto de 1552 sem filhos        | 12 de dezembro de 1621 86 anos  |
| Catarina Månsdotter 4 de julho – 29 de setembro de 1568                     |         | 6 de novembro de 1550 filha de Måns e Ingrid                                                           | Érico XIV 13 de julho de 1567 2 filhos           | 13 de setembro de 1612 61 anos  |
| Catarina Jagelão 29 de setembro de 1568 – 16 de setembro de 1583            |         | 1 de novembro de 1526 filha de Sigismundo I da Polônia e Bona Sforza                                   | João III 4 de outubro de 1562 2 filhos           | 16 de setembro de 1583 56 anos  |
| Gunila Bielke 15 de fevereiro de 1585 – 17 de novembro de 1592              |         | 25 de junho de 1568 filha de João Axelsson Bielke e Margarida Axelsdotter Posse                        | João III 15 de fevereiro de 1585 1 filho         | 19 de julho de 1597 29 anos     |
| Ana da Áustria 17 de novembro de 1592 – 10 de fevereiro de 1598             |         | 16 de agosto de 1573 filha de Carlos II, Arquiduque da Áustria e Maria Ana da Baviera                  | Sigismundo 31 de maio de 1592 1 filhos           | 10 de fevereiro de 1598 24 anos |
| Cristina de Holsácia-Gottorp 22 de março de 1604 – 30 de outubro de 1611    |         | 13 de abril de 1573 filha de Adolfo, Duque de Holsácia-Gottorp e Cristina de Hesse                     | Carlos IX 8 de julho de 1592 3 filhos            | 8 de dezembro de 1625 52 anos   |
| Maria Leonor de Brandemburgo 25 de novembro de 1620 – 6 de novembro de 1632 |         | 11 de novembro de 1599 filha de João Segismundo, Eleitor de Brandemburgo e Ana da Prússia              | Gustavo II Adolfo 25 de novembro de 1620 1 filha | 28 de março de 1655 55 anos     |

## Casa de Palatinado-Zweibrücken
| Nome                                                                               | Retrato | Nascimento                                                                                        | Monarca                                        | Morte                          |
| ---------------------------------------------------------------------------------- | ------- | ------------------------------------------------------------------------------------------------- | ---------------------------------------------- | ------------------------------ |
| Edviges Leonor de Holsácia-Gottorp 24 de outubro de 1654 – 13 de fevereiro de 1660 |         | 23 de outubro de 1636 filha de Frederico III, Duque de Holsácia-Gottorp e Maria Isabel da Saxônia | Carlos X Gustavo 24 de outubro de 1654 1 filho | 24 de novembro de 1715 79 anos |
| Ulrica Leonor da Dinamarca 6 de maio de 1680 – 26 de julho de 1693                 |         | 11 de setembro de 1656 filha de Frederico III da Dinamarca e Sofia Amália de Brunsvique-Luneburgo | Carlos XI 6 de maio de 1680 3 filhos           | 26 de julho de 1693 36 anos    |
| Frederico de Hesse-Cassel 5 de dezembro de 1718 – 29 de fevereiro de 1720          |         | 17 de abril de 1676 filha de Carlos I, Conde de Hesse-Cassel e Maria Amália da Curlândia          | Ulrica Leonor 24 de março de 1715 sem filhos   | 25 de março de 1751 74 anos    |

## Casa de Hesse-Cassel
| Nome                                                                 | Retrato | Nascimento                                                                      | Monarca                                    | Morte                          |
| -------------------------------------------------------------------- | ------- | ------------------------------------------------------------------------------- | ------------------------------------------ | ------------------------------ |
| Ulrica Leonor da Suécia 24 de março de 1720 – 24 de novembro de 1741 |         | 23 de janeiro de 1688 filha de Carlos XI da Suécia e Ulrica Leonor da Dinamarca | Frederico I 24 de março de 1715 sem filhos | 24 de novembro de 1741 53 anos |

## Casa de Holsácia-Gottorp
| Nome                                                                      | Retrato | Nascimento                                                                                               | Monarca                                          | Morte                          |
| ------------------------------------------------------------------------- | ------- | --- | ------------------------------------------------ | ------------------------------ |
| Luísa Ulrica da Prússia 25 de março de 1751 – 12 de fevereiro de 1771     |         | 24 de julho de 1720 filha de Frederico Guilherme I da Prússia e Sofia Doroteia de Hanôver                | Adolfo Frederico 18 de agosto de 1744 4 filhos   | 16 de julho de 1782 61 anos    |
| Sofia Madalena da Dinamarca 12 de fevereiro de 1771 – 29 de março de 1792 |         | 3 de julho de 1746 filha de Frederico V da Dinamarca e Luísa da Grã-Bretanha                             | Gustavo III 4 de novembro de 1766 1 filho        | 21 de agosto de 1813 67 anos   |
| Frederica de Baden 31 de outubro de 1797 – 29 de março de 1809            |         | 12 de março de 1781 filha de Carlos Luís, Príncipe Hereditário de Baden e Amália de Hesse-Darmstadt      | Gustavo IV Adolfo 31 de outubro de 1797 5 filhos | 25 de setembro de 1826 45 anos |
| Edviges de Holsácia-Gottorp 6 de junho de 1809 – 5 de fevereiro de 1818   |         | 22 de março de 1759 filha de Frederico Augusto I, Duque de Oldemburgo e Ulrica Frederica de Hesse-Cassel | Carlos XIII 7 de julho de 1774 sem filhos        | 20 de junho de 1818 59 anos    |

## Casa de Bernadotte
| Nome                                                             | Retrato | Nascimento                                                                                      | Monarca                                            | Morte                          |
| ---------------------------------------------------------------- | ------- | ----------------------------------------------------------------------------------------------- | -------------------------------------------------- | ------------------------------ |
| Desidéria Clary 5 de fevereiro de 1818 – 8 de março de 1844      |         | 8 de novembro de 1777 filha de François Clary e Françoise Rose Somis                            | Carlos XIV João 17 de agosto de 1798 1 filho       | 17 de dezembro de 1860 83 anos |
| Josefina de Leuchtenberg 8 de março de 1844 – 8 de julho de 1859 |         | 14 de março de 1807 filha de Eugênio de Beauharnais, Duque de Leuchtenberg e Augusta da Baviera | Óscar I 19 de junho de 1823 5 filhos               | 7 de junho de 1876 69 anos     |
| Luísa dos Países Baixos 8 de julho de 1859 – 30 de março de 1871 |         | 5 de agosto de 1828 filha de Frederico dos Países Baixos e Luísa da Prússia                     | Carlos XV 19 de junho de 1850 2 filhos             | 30 de março de 1871 42 anos    |
| Sofia de Nassau 18 de setembro de 1872 – 8 de dezembro de 1907   |         | 9 de julho de 1836 filha de Guilherme, Duque de Nassau e Paulina de Württemberg                 | Óscar II 6 de junho de 1857 4 filhos               | 30 de dezembro de 1913 77 anos |
| Vitória de Baden 8 de dezembro de 1907 – 4 de abril de 1930      |         | 7 de agosto de 1862 filha de Frederico I, Grão-Duque de Baden e Luísa da Prússia                | Gustavo V 20 de setembro de 1881 3 filhos          | 4 de abril de 1930 67 anos     |
| Luísa Mountbatten 29 de outubro de 1950 – 7 de março de 1965     |         | 13 de julho de 1889 filha de Luís de Battenberg e Vitória de Hesse e Reno                       | Gustavo VI Adolfo 3 de novembro de 1923 sem filhos | 7 de março de 1965 75 anos     |
| Sílvia Sommerlath 19 de junho de 1976 – presente                 |         | 23 de dezembro de 1943 filha de Walther Sommerlath e Alice Soares de Toledo                     | Carlos XVI Gustavo 19 de junho de 1976 3 filhos    |                                |